# 2A3 Kondiensator 2P
2A3 Kondiensator 2P (Obiekt 271) – radziecka samobieżna haubica zdolna do strzelania pociskami nuklearnymi kalibru 406 mm.

## Historia
Powstała w czasie zimnej wojny jako odpowiedź na nową amerykańską doktrynę wojenną zakładającą zmasowane użycie broni jądrowej. Po wprowadzeniu przez US Army armaty polowej M65 Atomic Annie, zdolnej do strzelania pociskami jądrowymi Związek Radziecki przystąpił do własnego programu mającego na celu stworzenie podobnego działa. Na podstawie decyzji Rady Ministrów ZSRR z 18 kwietnia 1955 przystąpiono do konstruowania. Część artyleryjska powstała w Specjalnym Biurze projektowym pod kierunkiem Ilii Iwanowa. W 1957 w Zakładach Kirowa w Leningradzie powstały pierwsze rysunki. Próby prowadzono na poligonie Rżewskim. Podwozie oparto na zespołach czołgu T-10M. Pierwszy egzeplarz zmontowano w Zakładach Kirowa 26 grudnia 1956

## Opis
W pionie działo podnoszone było hydraulicznie. Zmiana kierunku ostrzału wymagała obrotu całego pojazdu. Zasięg ostrzału wynosił 25,6 km, a pocisk ważył 570 kg. Próby poligonowe wykazały wiele problemów. Odrzut powodował cofnięcie całego pojazdu o kilka metrów, często niszcząc mocowania. Pojazd przewoził jedynie 1 pocisk i 2 ładunki prochowe. Ponowne załadowanie wymagało opuszczenia lufy do pozycji poziomej. Operacja ta zajmowała 5 minut.

## Służba
Działo zaprezentowano oficjalnie w trakcie parady na placu Czerwonym w Moskwie w 1957. Pierwotnie zachodni obserwatorzy zakładali, że jest to tylko atrapa. Działa pozostały w służbie do czasu reform Nikity Chruszczowa. W połowie lat 60. XX wieku zostały zastąpione przez systemy rakietowe.
Dwa egzemplarze są wystawione w muzeach: Centralnym Muzeum Sił Zbrojnych w Moskwie i Muzeum Artylerii w Petersburgu.